# 酔棗
酔棗は中国北部、特に山東省の地元食品である。当地産のナツメを白酒に漬けて、酒がナツメの果実に滲み込んで、柔らかくてアルコールの感じもする。冬によく食べられる。楽陵市の金糸小棗で作った酔棗が有名。